# Mlhovina Kokon
Mlhovina Kokon (také známá jako IC 5146, Sh2-125  nebo Caldwell 19) je otevřená hvězdokupa s emisní mlhovinou v souhvězdí Labutě.
Samotná otevřená hvězdokupa má označení Cr 470 a její hvězdná velikost je 7,2.
Od Země je vzdálená přibližně 3 100 světelných let. Index Catalogue ji popisuje jako mlhovinu, která má uprostřed hvězdu s magnitudou 9,5. Tato velká ústřední hvězda je odpovědná za vytvoření díry v mlhovině a excitaci okolního vodíku, který emituje záření Hα.
Stáří této hvězdy se odhaduje na několik set tisíc let
a je tedy poměrně mladá.
Na obloze se nachází v nejvýchodnější části souhvězdí blízko hranice se souhvězdím Ještěrky. Najdeme ji jihovýchodně od pouhým okem viditelné hvězdy π² Cygni, mezi jasnou otevřenou hvězdokupou Messier 39 a otevřenou hvězdokupou NGC 7209 v souhvězdí Ještěrky.
Při pozorování IC 5146 je nedílnou součástí zážitku také temná mlhovina Barnard 168 (B168), která tvoří tmavý pruh obklopující IC 5146 a vybíhá směrem na západ, takže vypadá jako ocas mlhoviny Kokon.

## Historie pozorování
Za objevitele mlhoviny bývá považován Thomas E. Espin, který ji poprvé pozoroval pomocí dalekohledu 13. srpna 1899 a svůj objev zveřejnil 31. března 1900. V roce 1900 pořídil Max Wolf astrofotografii této mlhoviny. Některé zdroje ovšem uvádějí, že mlhovinu objevil Edward Emerson Barnard 11. října 1893 na Lickově observatoři. Ten ve svém díle z roku 1919 mlhovinu popisuje takto „Tato mlhovina má průměr 10′ a obsahuje více než tucet malých hvězd různé magnitudy. Nemá žádné středové zhuštění, ani se nezhušťuje kolem žádné hvězdy. V mlhovině je několik tmavých oblastí. Vybíhá z ní tmavý pruh dlouhý 1,7° a široký 9′.“

## Mladé hvězdné objekty

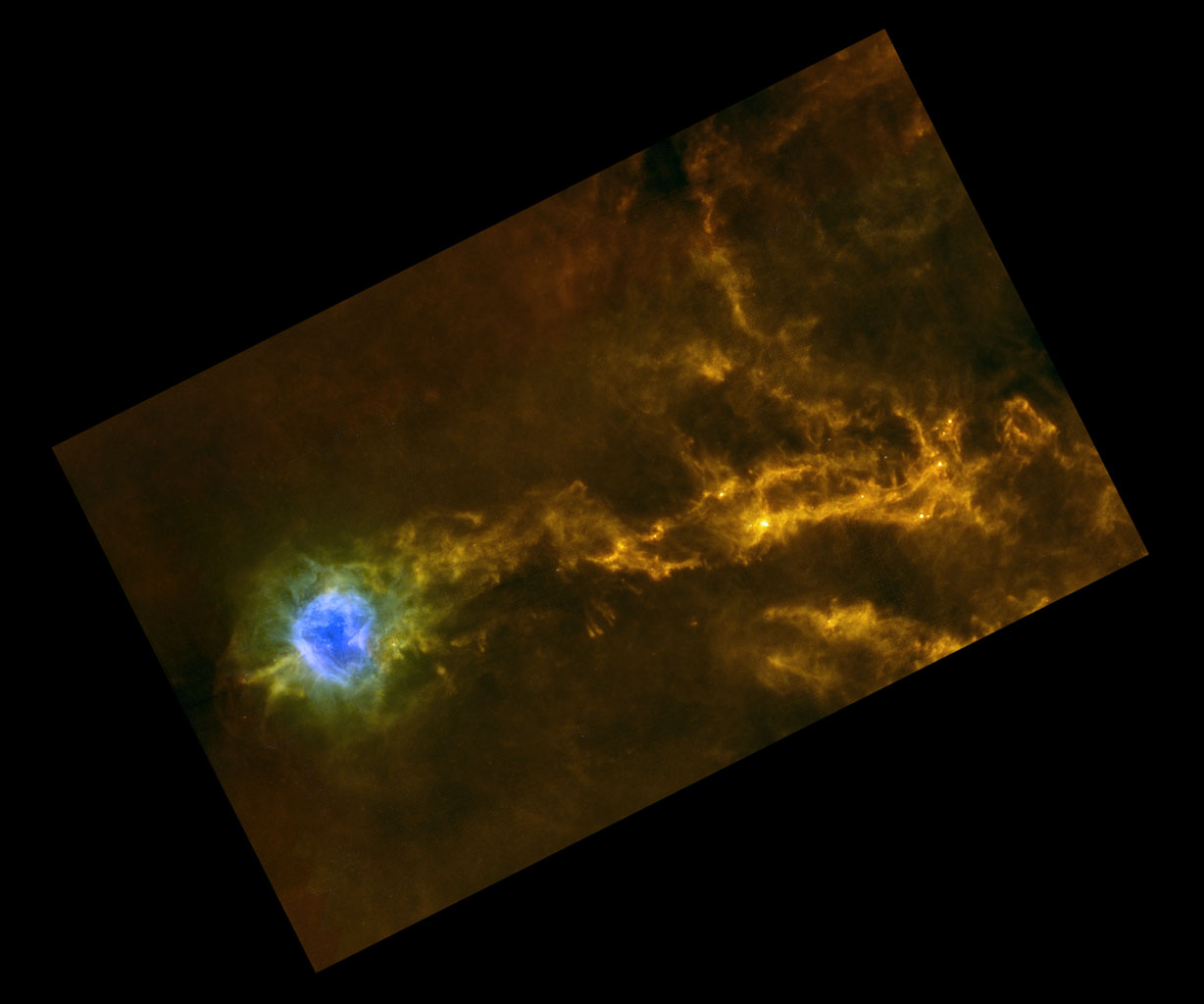
Pohled na hvězdotvornou oblast IC 5146 z vesmírné observatoře Herschel.

IC 5146 je hvězdnou porodnicí, ve které probíhá tvorba hvězd. Výsledkem společného pozorování, které provedl Spitzerův vesmírný dalekohled a rentgenová observatoř Chandra, je stovka objevených mladých hvězdných objektů.
Mladé hvězdy byly objeveny nejenom v emisní mlhovině, ve které hmotné mladé hvězdy ionizují plyn, ale i ve tmavém molekulárním mračnu, které z emisní mlhoviny vybíhá. Nejhmotnější hvězdou v mlhovině je BD +46 3474, která je spektrální třídy B1 a jejíž hmotnost se odhaduje na 14±4 hmotností Slunce.
Další zajímavou hvězdou je BD +46 3471, což je hvězda typu Herbig Ae/Be, tedy hvězda střední hmotnosti, která má ve svém spektru silné emisní čáry.